# Toila kommun
Toila kommun (estniska: Toila vald) är en kommun i landskapet Ida-Virumaa i nordöstra Estland. Kommunen ligger vid Finska viken, cirka 160 kilometer öster om huvudstaden Tallinn. Småköpingen Toila utgör kommunens centralort.
Två av staden Kohtla-Järves administrativa distrikt, Kukruse respektive Oru, utgör enklaver inom kommunen.
Den 21 oktober 2017 uppgick Kohtla kommun samt köpingen Kohtla-Nõmme i kommunen.

## Geografi
Toila kommun ligger vid Finska vikens södra strand. Kuststräckan präglas av kalkstensformationen Baltiska klinten som bildar en märkbar kant längsmed hela kommunens kust.

## Orter
I Toila kommun finns en köping, två småköpingar samt 26 byar.

### Köpingar
- Kohtla-Nõmme

### Småköpingar
- Toila (centralort)
- Voka

### Byar
- Altküla
- Amula
- Järve
- Kaasikaia
- Kaasikvälja
- Kabelimetsa
- Kohtla
- Konju
- Kukruse
- Martsa
- Metsamägara
- Mõisamaa
- Ontika
- Paate
- Peeri
- Pühajõe
- Päite
- Roodu
- Saka
- Servaääre
- Täkumetsa
- Uikala
- Vaivina
- Valaste
- Vitsiku
- Voka